# قاعدة البيانات العالمية لأدوات التوسيم
قاعدة البيانات العالمية لأدوات التوسيم هي قاعدة بيانات على الإنترنت شاملة مجانية طوّرنها المنظمة العالمية للملكية الفكرية - ويبو (WIPO) وتتولى صيانتها والمحافظة عليها. وتُعتبر مصدرًا عالميًا للمعلومات المتعلقة بالعلامات التجارية، حيث تتيح للمستخدمين إمكانية الوصول إلى مجموعة كبيرة من سجلات العلامات التجارية الدولية. تقدم قاعدة البيانات رؤى وأدوات بحث قيمة لمساعدة مالكي وأصحاب العلامات التجارية، والمتخصصين، والباحثين في حماية وإدارة العلامات التجارية على مستوى العالم. وهي تساعد في عمليات البحث عن العلامات التجارية، ومراقبة الماركات وأدوات التوسيم التجارية، وأنشطة إنفاذها، وتحديد النزاعات المحتملة، وتتبع طلبات تسجيل العلامات التجارية، واتخاذ الإجراءات القانونية اللازمة لحماية حقوق الملكية الفكرية. كما يستخدم الباحثون وصانعو السياسات أيضًا قاعدة البيانات للوصول إلى بيانات العلامات التجارية من أجل التحليل، ووضع وتطوير السياسات، والبحوث الأكاديمية.

## التاريخ
أُطلقت قاعدة البيانات العالمية لأدوات التوسيم التجارية رسميًا عام 2011. وقد صُمّمت لتوفير منصة واحدة للبحث واسترجاع سجلات العلامات التجارية من مختلف قواعد البيانات الوطنية والدولية. وسرعان ما استضافت 10 ملايين سجل. عام 2017، غطت قاعدة البيانات 30 مليون قيد. وعلى مدى السنوات التالية، استمرت قاعدة البيانات في التطور وتوسيع وظائفها لتلبية الطلبات المتزايدة لمستخدمي العلامات التجارية.
وفي عام 2019، أعلنت المنظمة العالمية للملكية الفكرية عن إمكانية استخدام قاعدة البيانات للبحث عن العلامات التصويرية والشكلية استناداً إلى تكنولوجيا الذكاء الاصطناعي الجديدة.

## الميزات والوظائف
تقدم قاعدة البيانات العالمية لأدوات التوسيم مجموعة من الميزات والأدوات لمساعدة المستخدمين في البحث عن معلومات العلامات التجارية واستكشافها. تتضمن بعض الميزات الرئيسية ما يلي::
التغطية الواسعة
تتيح قاعدة البيانات العالمية لأدوات التوسيم الوصول إلى مجموعة ضخمة وواسعة من سجلات العلامات التجارية التي توفّرها مكاتب العلامات التجارية الوطنية والدولية. وتغطي العلامات التجارية المسجلة تحت نظام مدريد، والرموز والشعارات بموجب المادة 6، والمؤشرات والبيانات الجغرافية بموجب اتفاقية لشبونة، والأسماء الدولية غير مسجلة الملكية (INNs)  من منظمة الصحة العالمية، ومكتب الاتحاد الأوروبي للملكية الفكرية EUIPO، بالإضافة إلى مكاتب العلامات التجارية الوطنية من مختلف الدول. ويمكن للمستخدمين البحث عن العلامات التجارية المسجلة في اختصاصات وولايات قضائية متعددة، مما يجعلها موردًا قيمًا لحماية الماركات وأدوات التوسيم التجارية العالمية.
واجهة بحث متعددة اللغات
تدعم قاعدة البيانات العالمية لأدوات التوسيم لغات متعددة، ما يسمح للمستخدمين بإجراء عمليات البحث باستخدام الكلمات الرئيسية، وأسماء العلامات التجارية، وأسماء المالكين، وغيرها من المعايير الأخرى ذات صلة بلغتهم المفضلة. تعزز هذه القدرة متعددة اللغات من إمكانية البحث عن العلامات التجارية باستخدام المصطلحات المحلية أو الدولية، مما يزيد ويعزز من سهولة استخدام قاعدة البيانات وفعاليتها.
خيارات البحث المتقدم
يمكن للمستخدمين الاستفادة من خيارات البحث المتقدم لتصفية وتحسين استعلاماتهم واستفساراتهم واسترجاع سجلات علامات تجارية محددة. توفر قاعدة البيانات مجموعة متنوعة من مرشحات البحث وعوامل التصفية، بما في ذلك فئة العلامة التجارية، والحالة، واسم المالك، وتاريخ التقديم/الإيداع، وغيرها. تساعد هذه الفلاتر المستخدمين على تضييق نطاق البحث والعثور على العلامات التجارية ذات الصلة بشكل أكثر فعالية.
البحث باستخدام الصور
تُعد ميزة البحث بالصور من أبرز خصائص وميزات قاعدة البيانات العالمية لأدوات التوسيم؛ حيث يمكن للمستخدمين تحميل صورة أو شعار وإجراء بحث عكسي عن الصور للعثور على علامات تجارية مشابهة أو متطابقة. تعتبر هذه الميزة مفيدة بشكل خاص للمتخصصين في العلامات التجارية ومالكي الماركات وأدوات التوسيم التجارية في تحديد الانتهاكات المحتملة للعلامات التجارية وإجراء عمليات بحث شاملة عن العلامات التجارية.
معلومات مفصلة عن العلامات التجارية
يمكن للمستخدمين الوصول إلى معلومات شاملة عن العلامات التجارية من خلال قاعدة البيانات العالمية لأدوات التوسيم التجارية. وتوفر جميع سجلات العلامات التجارية تفاصيل مثل اسم العلامة التجارية، واسم المالك وعنوانه، وتواريخ التسجيل وانتهاء الصلاحية، ومعلومات الفئة، والحالة، والوثائق والمستندات المرتبطة بها. يمكن للمستخدمين مراجعة الحالة القانونية للعلامة التجارية وتنزيل المستندات ذات الصلة لمزيد من التحليل والمرجعية.